# Clarcona
Clarcona ist  ein census-designated place (CDP) im Orange County im US-Bundesstaat Florida. Das U.S. Census Bureau hat bei der Volkszählung 2020 eine Einwohnerzahl von 3.283 ermittelt. 

## Geographie
Clarcona grenzt im Südosten direkt an Orlando. Die Florida Central Railroad operiert im Frachtverkehr von hier nach Winter Garden, nach Forest City, nach Orlando sowie bis nach Sorrento und Umatilla.

## Geschichte
1888 wurde die Florida Midland Railway eröffnet, die vom Lake Jesup über Clarcona nach Kissimmee führte. 1896 wurde das Unternehmen in das Plant System eingegliedert.

## Demographische Daten
Laut der Volkszählung 2010 verteilten sich die damaligen 2990 Einwohner auf 1598 Haushalte. Die Bevölkerungsdichte lag bei 226,5 Einw./km². 77,8 % der Bevölkerung bezeichneten sich als Weiße, 14,6 % als Afroamerikaner, 0,8 % als Indianer und 1,3 % als Asian Americans. 3,4 % gaben die Angehörigkeit zu einer anderen Ethnie und 2,1 % zu mehreren Ethnien an. 10,7 % der Bevölkerung bestand aus Hispanics oder Latinos.
Im Jahr 2010 lebten in 23,1 % aller Haushalte Kinder unter 18 Jahren sowie 34,2 % aller Haushalte Personen mit mindestens 65 Jahren. 63,5 % der Haushalte waren Familienhaushalte (bestehend aus verheirateten Paaren mit oder ohne Nachkommen bzw. einem Elternteil mit Nachkomme). Die durchschnittliche Größe eines Haushalts lag bei 2,36 Personen und die durchschnittliche Familiengröße bei 2,91 Personen.
20,0 % der Bevölkerung waren jünger als 20 Jahre, 19,1 % waren 20 bis 39 Jahre alt, 33,6 % waren 40 bis 59 Jahre alt und 27,4 % waren mindestens 60 Jahre alt. Das mittlere Alter betrug 48 Jahre. 49,6 % der Bevölkerung waren männlich und 50,4 % weiblich.
Das durchschnittliche Jahreseinkommen lag bei 37.575 $, dabei lebten 21,5 % der Bevölkerung unter der Armutsgrenze.<